# 耶律淳
耶律 淳（やりつ じゅん）は、北遼の初代皇帝。契丹名は涅里（ネリ）。興宗の次男の宋魏王和魯斡の子。文学に長じて巧みだった。

## 生涯
伯父の道宗に可愛がられ、燕王に冊封された。道宗の皇太子で従兄の章懐太子耶魯斡が、宗室の耶律乙辛の讒言で21歳で非業の死を遂げた。わが子を失った道宗は甥の涅里を皇太甥に考えていたが、臣下の諫めでとどまり、孫の阿果（天祚帝）を皇太孫に定めた。
従子の天祚帝が即位すると鄭王・彰聖軍節度使に任ぜられ、後に越王・南府宰相となった。父が死去すると、南京留守の職を世襲した。
天慶5年（1115年）、天祚帝が金の太祖に入来山で大敗し、長春に逃れた。そのとき、宗室の御営副都統の耶律章奴らはかつての道宗の皇太甥だった涅里の擁立を目論んだ。しかし、涅里は耶律章奴の使者を斬首し、わざわざ長春に赴いて天祚帝に謁見したため、天祚帝から感謝され秦晋王に冊封され、都元帥に任じられた。間もなく首謀者の耶律章奴らは処刑された。
涅里は金と対峙するため、燕雲十六州で数千人を統率しこれを迎え撃ったが、大敗し南京（燕京、現在の北京）に逃れた。保大2年（1122年）2月、天祚帝が再び金の太祖に大敗し、雲中（現在の山西省大同市）の陰山に逃亡してしまった。そこで、宗族の耶律大石と宰相の李処温らは、3月にあまり乗り気ではない涅里を擁立し、さらに李処温の子の李奭が皇帝の衣装の黄袍を用意していたため、涅里は成り行きで即位させられた。また耶律大石らは勝手に天祚帝を「湘陰王」に格下げしてしまった。涅里の国は後世では北遼と呼ばれる。しかし、同年の6月24日に崩御した。享年61。
その後は、ある期間を経て涅里の従弟の耶律朮烈（秦越王耶律阿璉の子）が後を継いだ。

## 宗室

### 后妃
- 徳妃 蕭普賢女

### 子女
- 不詳

## 伝記資料
- 『遼史』巻三十